# Angela Berlis
Angela Berlis (* 3. Juli 1962 in München) ist eine altkatholische Theologin und Priesterin. 
Sie empfing an Pfingsten 1996 als eine der ersten beiden Frauen in der Alt-Katholischen Kirche Deutschlands die Priesterweihe. Derzeit lehrt sie als Professorin Geschichte des Altkatholizismus und Allgemeine Kirchengeschichte am Institut für Christkatholische Theologie an der Theologischen Fakultät der Universität Bern. Seit 2010 leitet sie gemeinsam mit David Plüss das interdepartementale Kompetenzzentrum Liturgik an der Universität Bern.

## Leben und akademischer Werdegang
Angela Berlis besuchte von 1968 bis 1972 die Viktor-von-Scheffel-Schule in Blumberg (Baden) und wechselte im Anschluss an das Fürstenberg-Gymnasium Donaueschingen, wo sie 1981 das Abitur machte. Von Oktober 1981 bis Oktober 1988 studierte sie Theologie an den Universitäten in Bonn und Utrecht. Am 26. November 1988 wurde sie als erste Frau in Deutschland vom alt-katholischen Bischof Sigisbert Kraft zur Diakonin geweiht.
Es schloss sich ein Vikariat in der alt-katholischen St. Engelmundus-Gemeinde im niederländischen IJmuiden an, 1990 wurde sie zur Pfarrverweserin ernannt. Ende 1991 wechselte sie als Wissenschaftliche Mitarbeiterin an das Alt-Katholische Seminar der Universität Bonn. Ab 1996 war sie zudem Direktorin des Bischöflichen Seminars „Johanneum“ und Seelsorgerin der alt-katholischen Studierenden an der Universität Bonn.
Am 27. Mai 1996 wurde sie in der Christuskirche zu Konstanz gemeinsam mit Regina Pickel-Bossau vom alt-katholischen Bischof Joachim Vobbe zur Priesterin geweiht. Dies war die erste Priesterweihe einer Frau in den altkatholischen Kirchen der Utrechter Union.
1998 promovierte sie an der (römisch-katholischen) Theologischen Fakultät der Universität Nijmegen über die Anfangsphase des deutschen Altkatholizismus. Gleichzeitig engagierte sie sich als Mitbegründerin des im gleichen Jahr aus der Taufe gehobenen Internationalen Arbeitskreises für Altkatholizismusforschung.
Von 2000 bis 2003 arbeitete sie als Wissenschaftliche Mitarbeiterin am Dominikanischen Studienzentrum für Theologie und Gesellschaft in Nijmegen; im Anschluss daran hatte sie bis Ende 2007 eine Forschungsstelle in moderner Kirchengeschichte an der (römisch-katholischen) Theologischen Fakultät der Universität Tilburg und arbeitete zum Thema „Aufhebung der Zölibatspflicht in der Alt-Katholischen Kirche“.
Parallel dazu war sie seit September 2000 Dozentin für Praktische Theologie (Seelsorge und Gemeindeaufbau) am Alt-Katholischen Seminar an der Theologischen Fakultät (seit 1. Januar 2008: Departement für Theologie der Geisteswissenschaftlichen) an der Universität Utrecht, dessen Direktorin sie 2002 wurde.
Vom 1. Januar 2006 bis zum 30. September 2009 war sie 'bijzonder hoogleraar' (entspricht einer apl. Professorin) für Alte Katholische Kirchenstrukturen einschließlich der Geschichte und Lehre der Alt-Katholischen Kirchen an der Theologischen (seit 1. Januar 2008: Geisteswissenschaftlichen) Fakultät der Universität Utrecht.
Seit dem 1. August 2009 war sie außerordentliche, seit 1. Januar 2012 ist sie ordentliche Professorin für Geschichte des Altkatholizismus und Allgemeine Kirchengeschichte am Departement (seit 2017: Institut) für Christkatholische Theologie an der Theologischen Fakultät der Universität Bern. Sie ist die Nachfolgerin von Urs von Arx. Von 2018 bis 2020 war sie Dekanin der Theologischen Fakultät der Universität Bern.
Von 2007 bis 2011 war sie Präsidentin der Europäischen Gesellschaft für Theologische Forschung von Frauen. Seit 2011 ist sie Vizepräsidentin der Schweizerischen Theologischen Gesellschaft (SThG). 2000 bis 2012 war sie Ko-Sekretärin des 'Anglican Old Catholic International Coordination Council' (AOCICC), seit 2004 ist sie Mitglied der Internationalen Römisch-Katholisch/Altkatholischen Dialogkommission (IRAD).
Im November 2024 erhielt sie vom Erzbischof von Canterbury das Lambeth-Kreuz für Ökumene (englisch Lambeth Cross for Ecumenism).
Angela Berlis veröffentlicht auf den Gebieten Altkatholizismusforschung, allgemeine Kirchengeschichte, Ökumenische Theologie sowie Frauen- und Geschlechterforschung. Ihre Forschungen zur Geschichte des Altkatholizismus betreffen u. a. die Diskussion über den Zölibat und die Priesterehe, die Rolle der Frauen in der Entstehungsphase des deutschsprachigen Altkatholizismus, und die kommentierte Herausgabe von Briefwechseln führender alt-katholischer Persönlichkeiten. Im Rahmen des internationalen Forschungsprojekts Die Bibel und die Frauen. Eine exegetisch-kulturgeschichtliche Enzyklopädie gab sie zusammen mit Irmtraud Fischer und Christiana DeGroot (Calvin College, Grand Rapids, USA) einen Band über die Interpretation der Bibel durch Frauen im 19. Jahrhundert heraus.
Angela Berlis ist u. a. Chefredakteurin der Internationalen Kirchlichen Zeitschrift (IKZ) und Mitglied des Internationalen Editional Board der Schweizerischen Zeitschrift für Religions- und Kulturgeschichte.

## Schriften (Auswahl)
- Dissertation: Frauen im Prozeß der Kirchwerdung. Eine historisch-theologische Studie zur Anfangsphase des deutschen Altkatholizismus (1850–1890) (= Beiträge zur Kirchen- und Kulturgeschichte. 6). Lang, Frankfurt am Main u. a. 1998, ISBN 3-631-33758-2.
- als Herausgeberin mit Charlotte Methuen: Feminist Perspectives on History and Religion. = Feministische Zugänge zu Geschichte und Religion. = Approches féministes de l’histoire et de la religion (= Jahrbuch der Europäischen Gesellschaft für Theologische Forschung von Frauen. 8). Peeters, Leuven 2000, ISBN 90-429-0903-X.
- mit Koenraard Ouwens, Jan Visser, Wietse van der Velde, Jan-Lambert Wirix-Speetjens: De Oud-Katholieke Kerk van Nederland. Leer en Leven. Boekencentrum, Zoetermeer 2000, ISBN 90-239-0728-0.
- als Herausgeberin mit Annick Yaiche: Holprige Wege, beharrliche Schritte. Dr. Ilse Brinkhues zum 80. Geburtstag. Alt-Katholischer Bistumsverlag, Bonn 2003, ISBN 3-934610-80-3.
- als Herausgeberin mit Manuela Kalsky: Alltägliche Transzendenz. Postmoderne Ansichten zu Gott (= Forum Religionsphilosophie. 2). Lit, Münster u. a. 2003, ISBN 3-8258-6005-1.
- Seelensorge verträgt keine Teilung. Ignaz von Döllinger und die Frage des Zölibats. In: Annali di studi religiosi. 6, 2005, S. 249–281.
- als Herausgeberin mit Matthias Ring: Im Himmel Anker werfen. Vermutungen über Kirche in der Zukunft. Festschrift für Bischof Joachim Vobbe. Alt-Katholischer Bistumsverlag, Bonn 2007, ISBN 978-3-934610-66-8.
- Brüder im Bischofsamt – Freunde fürs Leben. Joseph Hubert Reinkens (1821–1896) und Eduard Herzog (1841–1924). In: Internationale Kirchliche Zeitschrift. Jahr 101, Heft 3/4, 2011, S. 176–200.
- Ignaz von Döllinger and the Anglicans. In: Stewart J. Brown, Peter Nockles (Hrsg.): The Oxford Movement. Europe and the Wider World 1830–1930. Cambridge University Press, Cambridge u. a. 2012, ISBN 978-1-107-01644-6, S. 236–248.
- als Herausgeberin mit Anne-Marie Korte, Kune Biezeveld: Everyday Life and the Sacred. Re/configuring Gender Studies in Religion (= Studies in Theology and Religion. Band 23). Brill, Leiden u. a. 2014, ISBN 978-90-04-25460-2.